# Record de France du 10 000 mètres
Pour un article plus général, voir Records de France d'athlétisme.
Les records de France seniors du 10 000 mètres sont actuellement détenus par Jimmy Gressier (2024) et chez les femmes par Christelle Daunay avec le temps de 31 min 35 s 81 (2012).

## Chronologie du record de France

### Hommes
| Temps          | Athlète                | Date              | Lieu        |
| -------------- | ---------------------- | ----------------- | ----------- |
| 37 min 47 s    | Charles Meslin         | 2 septembre 1894  | Paris       |
| 35 min 53 s 2  | Albert Charbonnel      | 13 décembre 1896  | Courbevoie  |
| 34 min 28 s 8  | Georges Touquet-Daunis | 21 novembre 1897  | Paris       |
| 34 min 25 s 4  | Charles Aubry          | 26 novembre 1899  | Paris       |
| 34 min 25 s 0  | Gaston Ragueneau       | 3 décembre 1899   | Paris       |
| 34 min 19 s 4  | Louis Bouchard         | 1er novembre 1903 | Gentilly    |
| 34 min 13 s 8  | Louis Bouchard         | 8 novembre 1903   | Gentilly    |
| 33 min 39 s 0  | Louis Bouchard         | 30 octobre 1904   | Gentilly    |
| 33 min 23 s 0  | Pierre Dupuis          | 1er novembre 1904 | Saint-Cloud |
| 33 min 14 s 8  | Louis Bouchard         | 22 octobre 1905   | Gentilly    |
| 32 min 36 s 0  | Gaston Ragueneau       | 3 décembre 1905   | Gentilly    |
| 32 min 13 s 6  | Jean Bouin             | 30 mai 1909       | Colombes    |
| 30 min 58 s 8  | Jean Bouin             | 16 novembre 1911  | Colombes    |
| 30 min 22 s 8  | Jean Lalanne           | 11 octobre 1942   | Bordeaux    |
| 29 min 53 s 0  | Alain Mimoun           | 22 septembre 1949 | Oslo        |
| 29 min 38 s 2  | Alain Mimoun           | 15 juin 1952      | Paris       |
| 29 min 32 s 8  | Alain Mimoun           | 20 juillet 1952   | Helsinki    |
| 29 min 29 s 4  | Alain Mimoun           | 4 septembre 1952  | Stockholm   |
| 29 min 13 s 4  | Alain Mimoun           | 9 septembre 1956  | Varsovie    |
| 29 min 1 s 6   | Robert Bogey           | 30 juillet 1960   | Londres     |
| 28 min 48 s 2  | Robert Bogey           | 3 juillet 1963    | Moscou      |
| 28 min 45 s 2  | Bernard Maroquin       | 21 août 1965      | Oslo        |
| 28 min 28 s 8  | René Jourdan           | 4 juin 1969       | Saint-Maur  |
| 28 min 19 s 2  | Noël Tijou             | 23 juillet 1971   | Colombes    |
| 28 min 1 s 88  | Jean-Paul Gomez        | 29 mai 1976       | Munich      |
| 27 min 58 s 05 | Pierre Lévisse         | 3 juillet 1978    | Stockholm   |
| 27 min 50 s 30 | Pierre Lévisse         | 2 juillet 1985    | Stockholm   |
| 27 min 34 s 38 | Jean-Louis Prianon     | 2 juillet 1987    | Helsinki    |
| 27 min 31 s 16 | Thierry Pantel         | 14 juillet 1990   | Oslo        |
| 27 min 22 s 78 | Antonio Martins        | 4 juillet 1992    | Oslo        |
| 27 min 17 s 29 | Julien Wanders         | 17 juillet 2019   | Hengelo     |
| 26 min 58 s 67 | Jimmy Gressier         | 2 août 2024       | Saint-Denis |

### Femmes
| Temps          | Athlète           | Date           | Lieu       |
| -------------- | ----------------- | -------------- | ---------- |
| 33 min 42 s 5  | Martine Pajot     | 28 août 1982   | Hamm       |
| 33 min 13 s 0  | Christine Loiseau | 14 mai 1986    | Saint-Maur |
| 33 min 11 s 69 | Jocelyne Villeton | 14 juin 1986   | Cerizay    |
| 32 min 43 s 81 | Christine Loiseau | 5 juillet 1986 | Oslo       |
| 32 min 25 s 99 | Christine Loiseau | 30 août 1986   | Stuttgart  |
| 32 min 4 s 78  | Annette Sergent   | 2 juillet 1988 | Oslo       |
| 31 min 51 s 68 | Annette Sergent   | 31 août 1990   | Split      |
| 31 min 42 s 83 | Rosario Murcia    | 25 avril 1992  | Lommel     |
| 31 min 35 s 81 | Christelle Daunay | 3 juin 2012    | Bilbao     |

## Sources
- DocAthlé2003, Fédération française d'athlétisme, p.41 et 48
- Chronologies des records de France seniors plein air sur cdm.athle.com